# الثمامه
الثمامه (عربی: الثمامة، آوانگاری: ath-Thumāma) ناحیه‌ای در دوحه، قطر است.